# Seria 231.000
Locomotivele Pacific din seria 231.000 au fost utilizate la remorcarea trenurilor rapide și accelerate pe relațiile București - Constanța, Pitești, Galați și Mărășești.